# Fynn Holpert
Fynn Holpert (* 11. Januar 1967 in Flensburg) ist ein ehemaliger deutscher Handballspieler und Handballfunktionär.

## Karriere

### Als Spieler
Holpert spielte ab 1982 beim TSB Flensburg. 1985 wechselte der 1,98 Meter große Torwart zum THW Kiel, den er 1989 verließ und sich dem TBV Lemgo anschloss. Nachdem er in der Saison 1991/92 beim TV Niederwürzbach zwischen den Pfosten stand, spielte Holpert anschließend beim Zweitligisten TuS Nettelstedt. 1994 kehrte er nach Lemgo zurück und gewann in der Folge mit dem TBV 1995 und 1997 den DHB-Pokal, 1996 den Europapokal der Pokalsieger, sowie 1997 die Deutsche Meisterschaft und den DHB-Supercup.
Holpert bestritt neun Junioren- und elf Jugendländerspiele. Sein Debüt in der Deutschen A-Nationalmannschaft, für die er siebenmal spielte, gab er am 21. November 1989 gegen die Nationalmannschaft der DDR.

### Als Funktionär
1998 beendete Holpert seine Spielerkarriere und wechselte ins Management des TBV Lemgo. In den folgenden Jahren gewann das Team den DHB-Supercup (1999, 2002, 2003), den DHB-Pokal (2002) und 2006 den EHF-Pokal. Von 2007 bis 2009 war Holpert Manager der SG Flensburg-Handewitt. Anschließend arbeitete er für die Heristo AG, den damaligen Hauptsponsor des TBV Lemgo. Ab Februar 2011 war er, gemeinsam mit dem langjährigen Lemgoer Spieler Volker Zerbe, wieder Geschäftsführer beim TBV. Als 2012 im Zusammenhang mit einem Immobiliengeschäft gegen Holpert wegen Verdacht auf versuchten Betrug und Urkundenfälschung ermittelt wurde, trat er von seinem Posten als Geschäftsführer des TBV Lemgo zurück. Im Mai 2013 endeten die Ermittlungen wegen erwiesener Unschuld mit einem Freispruch. Seit Mai 2019 ist Holpert Geschäftsführer des VfL Eintracht Hagen.

## Privates
Der gelernte Bankkaufmann ist verheiratet und hat eine Tochter. Sein Bruder Jan Holpert spielte ebenfalls in der Bundesliga.